# Stor skogslilja
Stor skogslilja (Cephalanthera damasonium) är en växtart i familjen orkidéer. 
Växten blir 20 till 60 cm hög. Bladen liknar långsträckta ägg i formen. Blommorna är vita med gula nyanser.
Arten förekommer i Europa. Den växer i låglandet och i bergstrakter upp till 1 800 meter över havet. Den hittas ofta vid vattendragens strandlinjer i skogar eller i områden med lite växtlighet. Stor skogslilja föredrar kalkrik jord. Arten blommar i maj och juni. Den är självpollinerande eller den pollineras av grävbiet Andrena florea.
Begränsade populationer hotas av skogsröjningar. Några exemplar plockas och säljs som prydnadsväxt. Utbredningsområdet är stort. IUCN listar arten som livskraftig (LC).